# Széll Kálmán tér (métro de Budapest)
Széll Kálmán tér, autrefois connu sous le nom de Moszkva tér (de 1951 à 2011), il s'agit d'une station du métro de Budapest. Elle est sur la  . Avant-dernière station à l'extrémité Ouest de la ligne, elle est très profonde et possède de grands escalators, car à cet endroit la ligne se trouve sous la colline de Buda.

## Lieu remarquable à proximité
- Széll Kálmán tér